# Solid (webdecentralisatieproject)
Solid (Social Linked Data) is een webdecentralisatieproject geleid door Sir Tim Berners-Lee, de uitvinder van het World Wide Web, ontwikkeld in samenwerking met het Massachusetts Institute of Technology (MIT). Het project heeft tot doel de manier waarop webapplicaties tegenwoordig werken radicaal te veranderen, resulterend in echt data-eigendom en verbeterde privacy door een platform te ontwikkelen voor linked data applicaties die volledig gedecentraliseerd zijn en volledig onder controle van de gebruiker staan, in plaats van onder controle door andere entiteiten. Het uiteindelijke doel van Solid is om gebruikers volledige controle te geven over hun eigen data, inclusief toegangscontrole en opslaglocatie. Daartoe richtte Tim Berners-Lee een bedrijf op met de naam Inrupt om te helpen bij het bouwen van een commercieel ecosysteem om van Solid wereldwijd een succes te maken.

## Geschiedenis
Twee decennia nadat Berners-Lee in 1989 het World Wide Web had uitgevonden, schetste hij de design issues, die hij schreef voor het World Wide Web Consortium voor wat later het Solid-project zou worden. Berners-Lee raakte steeds meer ontzet toen hij zag dat zijn uitvinding werd misbruikt, zoals toen Russische hackers zich bemoeiden met de Amerikaanse verkiezingen van 2016, toen het Facebook-Cambridge Analytica-schandaal openbaar werd, toen Facebook in 2012 in het geheim psychologische experimenten uitvoerde op bijna 700.000 gebruikers. en toen Google en Amazon patenten aanvraagden op apparaten die luisteren naar emotionele veranderingen in menselijke stemmen.
Berners-Lee vond dat het internet gerepareerd moest worden en vatte het Solid-project op als een eerste stap om het probleem op te lossen, als een manier om individuele gebruikers volledige controle te geven over het gebruik van hun data. Het Solid-project is beschikbaar voor iedereen om mee te doen en bij te dragen, hoewel Berners-Lee adviseert dat mensen zonder programmeervaardigheden in plaats daarvan publiekelijk moeten pleiten voor het veranderen van internet.
In 2015 ontving MIT een gift van Mastercard om de ontwikkeling van Solid te ondersteunen. Het onderzoeksteam van Berners-Lee werkte samen met het Qatar Computing Research Institute en Oxford University aan Solid.
In 2018 nam Berners-Lee een sabbatical van MIT om een commerciële onderneming te starten op basis van Solid, genaamd Inrupt, waarmee hij een ecosysteem wil bieden om de integriteit en kwaliteit van het nieuwe web gebouwd op Solid te helpen beschermen.
In 2018 is een proces van open standaardisatie via het World Wide Web Consortium gestart voor de Solid-specificaties.
In december 2021 haalde Inrupt $ 30 miljoen op uit Series A-investeringen.

## Ontwerp
Volgens de visie van Berners-Lee zijn er een aantal technische uitdagingen die moeten worden overwonnen om het web te decentraliseren. In plaats van een gecentraliseerd hub-and-spoke distributieparadigma te gebruiken, wordt gedecentraliseerd peer-to-peer-netwerken geïmplementeerd op een manier die meer controle- en prestatiekenmerken toevoegt dan traditionele peer-to-peer-netwerken zoals BitTorrent. Andere doelen zijn dat het systeem gebruiksvriendelijk en snel is en dat ontwikkelaars eenvoudig applicaties kunnen maken.
De centrale focus van Solid is om het ontdekken en delen van data mogelijk te maken op een manier die de privacy bewaart. Een gebruiker slaat persoonlijke data op in "pods" ( personal online data stores) die worden gehost waar de gebruiker maar wil. Applicaties die door Solid geauthenticeerd zijn, mogen data opvragen als de gebruiker de applicatie daarvoor toestemming heeft gegeven. Een gebruiker kan persoonlijke data over verschillende pods verdelen; verschillende pods kunnen bijvoorbeeld persoonlijke profielgegevens, contactgegevens, financiële data, gezondheid, reisplannen of andere data bevatten. De gebruiker kan gebruik maken van een geverifieerde sociale netwerktoepassing door deze toestemming te geven om toegang te krijgen tot de juiste data in een specifieke pod. De gebruiker behoudt het volledige eigendom en beheer van de data in de pods van de gebruiker: welke data elke pod bevat, waar elke pod is opgeslagen en welke toepassingen toestemming hebben om de data te gebruiken.
Meer in detail bestaat Solid uit de volgende componenten:
- Een georganiseerde verzameling standaarden en dataformaten/vocabulaires die dezelfde mogelijkheden bieden als gecentraliseerde sociale-mediaservices, zoals identiteit, authenticatie, login, toestemmingslijsten, contactbeheer, berichtenuitwisseling, feed-abonnementen, opmerkingen, discussies en meer.
- Specificaties en ontwerpnotities die een REST API beschrijven om bestaande standaarden uit te breiden, om ontwikkelaars te begeleiden bij het bouwen van servers of applicaties.
- Servers die de Solid-specificatie implementeren.
- Een testsuite voor het testen en valideren van Solid-implementaties.
- Een ecosysteem van sociale applicaties, identiteitsproviders en hulpbibliotheken die op het Solid-platform draaien.
- Een community die documentatie, discussie, tutorials en presentaties biedt.